# Вишнівчик (Львівський район)
Вишнівчи́к — село в Україні, у Перемишлянській міській територіальній громаді Львівського району Львівської області. Населення — близько 300 осіб.

## Географія
У селі річка Лонівка впадає у Золоту Липу.

## Населення
Станом на 01.12.2011 рік у Вишнівчику нараховувалося 172 двори та 381 мешканець.

## Історія
Село Вишнівчик знаходиться за 15 км від районного центру, біля витоків річки Лонівки (притока Золотої Липи).
Уперше згадується в судовій справі за 1443 рік. Над селом здіймається гора Кібанів.
У 1672 році в селі була церква Святого Михаїла, збудована з допомогою князя Любомирського. Ця церква простояла 236 років, а новішу, що збереглася дотепер, збудовано у 1896 році.
У 1860 році граф Потоцький тут збудував фільварок, з часом значно розбудований.
На початку Першої світової війни декілька мешканців села пішли в УСС, серед них були діти отця Степаніва — оспівана в стрілецьких піснях дочка Олена, хорунжа УСС, згодом — педагог, фотографії якої обійшли найкращі журнали Європи, та син Ананій, що був сотником УГА, першим комендантом м. Щирець. На стіні хати, у якій народилася О. Степанів (1892—1963), 6 грудня 1992 року було відкрито меморіальна дошку. На жаль, її незабаром вкрали.
На сільському цвинтарі, у двох могилах, поховано понад 100 вояків УГА.

### Боротьба ОУН-УПА проти комунізму
У 1944 році в с. Вишнівчику більшовики зловили сот. самооборони (наддніпрянця) Марченка Андрія. Більшовики ведучи його на розстріл сказали: «от, сволоч, розстріляємо», він відповів: «я гордий з того, що гину за [У]країну». Пращаючись зі жінкою закликав: «прощай Насте, Україна кличе».

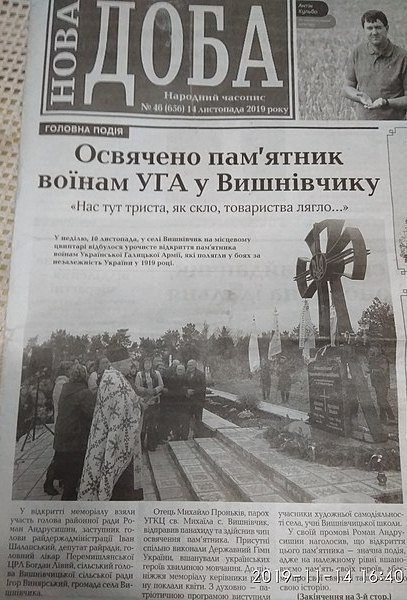
Пам'ятник воїнам УГА

## Пам'ятка
- Костел Внебовзяття Пресвятої Діви Марії (1930) за проектом архітектора Вавжинця Дайчака.
- Церква Святого Архистратига Михаїла (1896)

## Відомі люди
- Ростислава Білинська (1890—1968) — українська піаністка та педагогиня.
- Білоніжка Петро Михайлович (нар. 1935) — український науковець у галузях мінералогії та геохімії, історії науки, кандидат геолого-мінералогічних наук, дійсний член Наукового товариства ім. Т. Шевченка, почесний член Українського мінералогічного товариства (2006), доцент Львівського національного університету імені Івана Франка.
- Йосиф Бучинський (1891—1941) — греко-католицький священник, жертва радянських репресій, слуга Божий — душпастирював у селі в 1921—1930 роках.
- Степанів Олена Іванівна (1892—1963) — українська громадська та військова діячка; перша в світі жінка, офіційно зарахована на військову службу у званні офіцера; четар Української Галицької Армії.